# Thalie (Muse)
Pour les articles homonymes, voir Thalie.
Dans la mythologie grecque, Thalie (en grec ancien Θάλεια / Tháleia ou Θάλια / Thália, « la Joyeuse, la Florissante », de θάλλειν / thállein, « fleurir, verdoyer ») est la Muse qui préside à la Comédie. Elle passe pour la mère des Corybantes, conçus avec Apollon.

## Représentation

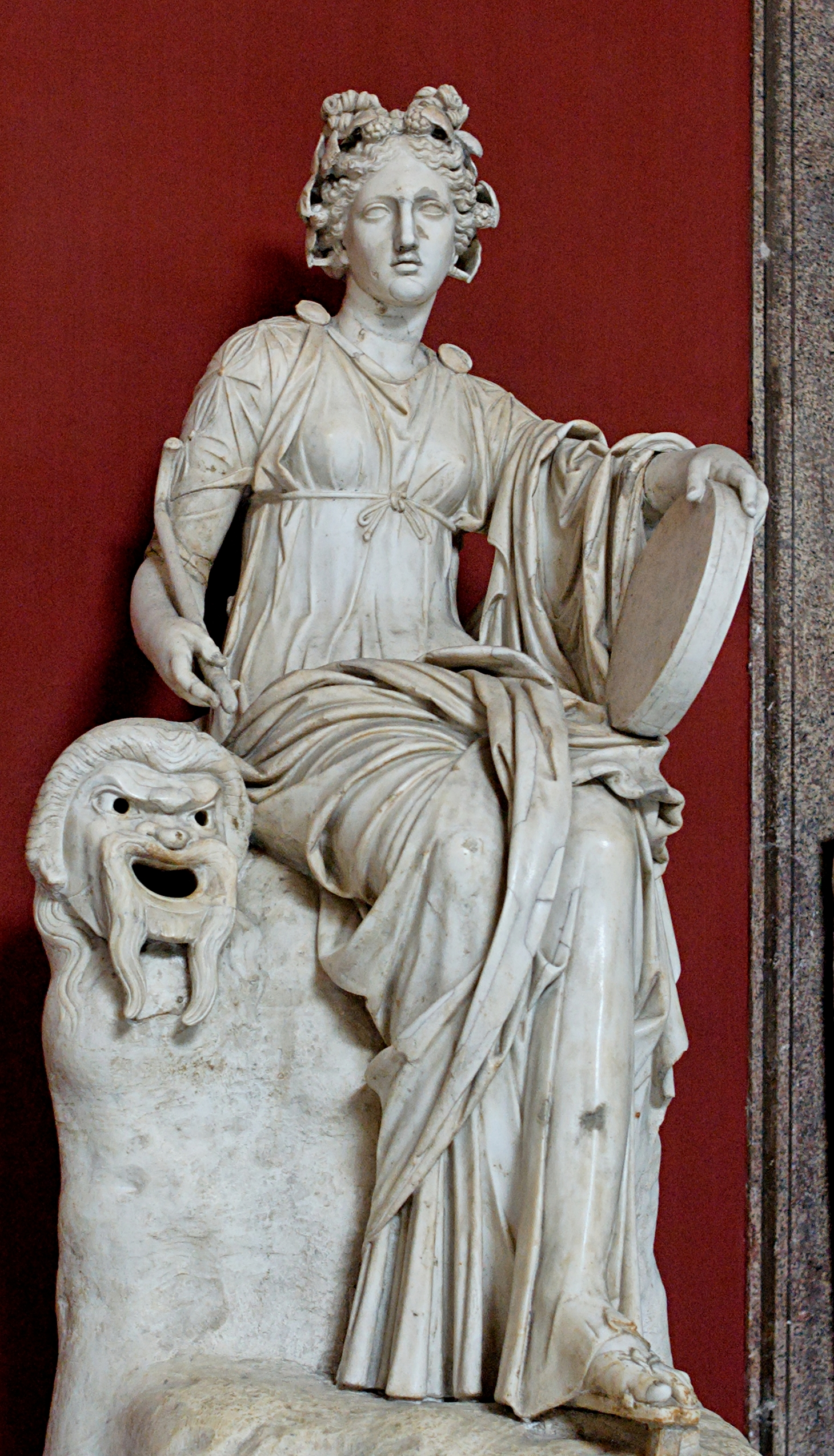
Sculpture romaine du représentant Thalie. Elle provient de la villa Cassius, près de Tivoli (Italie).

Habituellement, Thalie est représentée sous les traits d'une jeune fille à l'air enjoué, couronnée de lierre, chaussée de brodequins, et tenant un masque à la main. Plusieurs de ses statues ont un clairon ou porte-voix, des instruments utilisés pour soutenir la voix des acteurs dans la comédie antique. 

## Dans la littérature
Les auteurs anciens et notamment les Alexandrins ont parfois divisé leurs ouvrages en neuf parties correspondant aux neuf Muses. Une des applications les plus connues se trouve dans l'œuvre de l'historien grec Hérodote, l'Enquête, dans laquelle le troisième livre est nommé Thalie. Cette division n’est cependant pas de son fait mais est une création postérieure des Alexandrins.